# 바이람 레제피

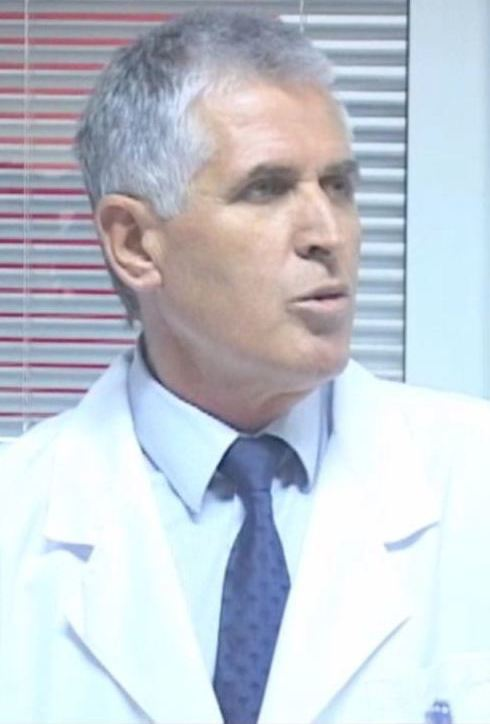

바이람 레제피(알바니아어: Bajram Rexhepi, 1954년 6월 3일 ~ 2017년 8월 21일)는 코소보의 정치인으로 전후 첫 총리였으며, 이후 내무부 장관을 지냈다. 코소보의 최대 정당 중 하나인 민주당(PDK) 소속이었다.